# 第4軍 (日本陸軍)
第4軍為大日本帝國陸軍中之一軍。編制於日俄戰爭，及中國抗日戰爭之時。

## 日俄戰爭時之第4軍
日俄戰爭時1904年（明治37年）6月24日成軍，戰後1906年1月17日解散。

### 第4軍之人事
- 司令官 野津道貫 大將（1904年6月30日 - 1906年1月12日）
- 参謀長 上原勇作 少將（1904年6月30日 - 1906年1月23日）
- 砲兵部長 楠瀬幸彦 少將（1904年6月25日 -）
- 工兵部長
  - 福原信蔵 少將（1904年6月25日 -）
  - 古川宣誉 少將（1905年10月12日 -）
- 經理部長 黒川秀行 主計監（1904年7月5日 -）
- 軍醫部長 藤田嗣章 軍醫監（1904年7月5日 -）
- 參謀副長
  - 立花小一郎 中佐（1904年6月25日 -）
  - 柴勝三郎 中佐（1905年3月17日 - 1906年1月20日）
- 參謀
  - 町田経宇 中佐
  - 田村沖之甫 中佐
  - 市川堅太郎 少佐
  - 矢野目孫一 少佐
- 高級副官 和崎恭弼 輜重中佐
- 管理部長 菊池慎之助 少佐

#### 兵站部
- 兵站監
  - 古川宣誉 少將（1904年3月27日 -）
  - 奥山義章 少將（1904年7月5日 - 1906年1月）
- 兵站參謀長 吉田平太郎 中佐（1904年7月16日 - 1905年12月20日）
- 經理部長 日匹信亮 二等主計正

## 中國抗日戰爭時之第4軍
中國抗日戰爭爆發後之1938年（昭和13年）7月15日編制成軍，編入於關東軍之作戰序列。守備區域在滿洲北部之北安，再而孫呉附近等之北方區域。1945年8月9日同友軍與蘇聯軍之進攻部隊交戰，後在哈爾濱市至終戰。
主要之作戰區域在華北地區。1938年12月15日廢軍。

### 基本情報
- 通稱號：光（ひかり）
- 編成時期：1938年7月15日
- 上級部隊：關東軍
- 最終位置：哈爾濱

### 第4軍之人事

#### 歷代司令官
- 中島今朝吾 中將（陸士15期：1938年7月15日 -）
- 後宮淳 中將（陸士17期：1939年8月1日 -）
- 鷲津鈆平 中將（陸士18期：1940年9月28日 -）
- 橫山勇 中將（陸士21期：1941年10月15日 -）
- 草葉辰巳 中將（陸士20期：1942年12月21日 -）
- 西原貫治 中將（陸士23期：1944年2月7日 -）
- 上村幹男 中將（陸士24期：1945年3月23日 -）

#### 歷代参謀長
- 牟田口廉也 少將（陸士22期：1938年7月15日 -）
- 吉積正雄 大佐（陸士26期：1939年12月1日 -）
- 渡辺洋 大佐（陸士27期：1940年9月9日 -）
- 小林浅三郎 少將（陸士24期：1941年7月7日 -）
- 渡辺洋 少將（陸士27期：1941年12月1日 -）再
- 公平匡武 大佐（陸士31期：1942年8月1日 -）
- 萩三郎 少將（陸士29期：1943年9月11日 -）
- 大野武城 少將（陸士31期：1944年12月26日 -）

#### 參謀副長
- 渡辺洋少將（陸士27期：1941年7月7日 - 12月1日）

#### 歷代高級參謀
- 吉積正雄 大佐（陸士26期：1938年7月15日 -）
- 藤村益蔵 大佐（陸士30期：1939年12月1日 -）
- 坂井芳雄 中佐（陸士33期：1940年3月9日 -）
- 公平匡武 大佐（陸士31期：1941年9月26日 -）
- 牧達夫 大佐（陸士36期：1944年3月31日 -）

#### 終戰時
- 司令官 上村幹男 中將
- 參謀長 大野武城少將
- 高級參謀 牧達夫 大佐
- 兵器部長 青木謙少將
- 經理部長 石井増太郎 主計大佐
- 軍醫部長 西雅憲 軍医大佐
- 獸醫部長 花房憲輔 獸醫中佐
- 法務部長 今成一郎 法務少佐

### 終戰時隸屬部隊
- 第119師團
- 第123師團
- 第149師團
- 獨立混成第80旅團
- 獨立混成第131旅團
- 獨立混成第135旅團
- 獨立混成第136旅團

## 關連項目
- 軍事單位
- 大日本帝國陸軍師團列表